# Ocrisiona
Ocrisiona là một chi nhện trong họ Salticidae.

## Hình ảnh

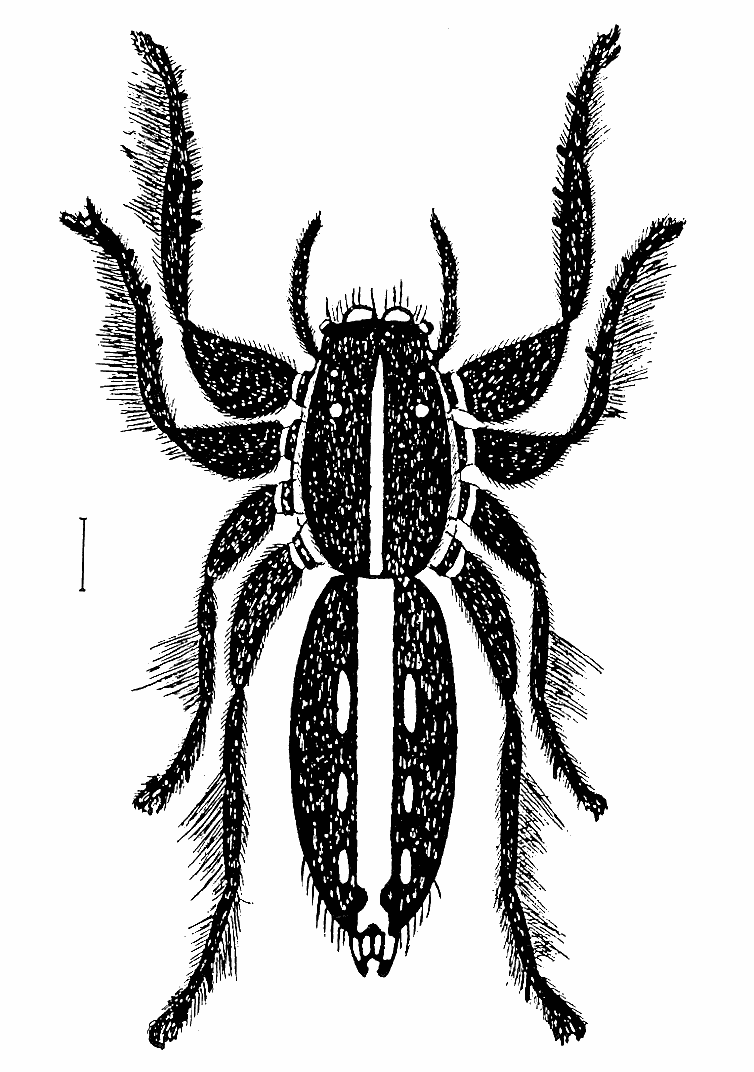